# Jochen Martin
Jochen Gustav Martin (* 26. Dezember 1936 in Peiskretscham, Kreis Tost-Gleiwitz, Provinz Oberschlesien; † 3. Mai 2025 in Freiburg im Breisgau) war ein deutscher Althistoriker und Hochschullehrer.

## Leben
Jochen Martin wurde als Sohn des Bankangestellten Rudolf Martin und dessen Frau Lucie, geb. Bormke, im oberschlesischen Peiskretscham (Kreis Tost-Gleiwitz) geboren und wuchs in Mainburg/Niederbayern und Neufelderkoog bei Brunsbüttel auf. Nach dem Abitur am Gymnasium Marne (Holstein) 1956 studierte er Geschichte und Latein an den Universitäten Kiel, Tübingen und Freiburg im Breisgau. Von 1962 bis 1964 war er Redakteur des Lexikons für Theologie und Kirche (LThK) beim Herder-Verlag in Freiburg. 1965 wurde er an der Universität Freiburg mit einer Arbeit über die Popularen in der späten Römischen Republik bei Herbert Nesselhauf promoviert. Ab 1966 war Martin Assistent am Lehrstuhl für Alte Geschichte der Universität Konstanz bei Herbert Nesselhauf und habilitierte sich dort 1972. In den folgenden Jahren war er Universitätsdozent in Freiburg. 1976 wurde er Professor für Alte Geschichte an der Universität Bielefeld, 1980 in Freiburg. Die Beschreibung des Lehrstuhls wurde 1994 aufgrund von Martins Forschungsschwerpunkt in „Alte Geschichte und Historische Anthropologie“ geändert. 2002 wurde Martin emeritiert.
Er beschäftigte sich schwerpunktmäßig mit der Geschichte der Spätantike und dem frühen Christentum sowie der historischen Anthropologie. Sein Renommee innerhalb des Faches und in der Studentenschaft stützte sich zum einen auf seine konzeptionell orientierten Abhandlungen, zum anderen auf seine als exzellent und anspruchsvoll geltenden Lehrveranstaltungen.

## Schriften (Auswahl)
- Die Popularen in der Geschichte der späten Republik. Freiburg 1965 (zugleich: phil. Diss., Universität Freiburg 1965).
- Die Genese des Amtspriestertums in der frühen Kirche. Herder, Freiburg 1972, ISBN 3-451-02048-3.
- Spätantike und Völkerwanderung (= Oldenbourg Grundriss der Geschichte. Band 4). Oldenbourg, München 1987. 4. Auflage 2001, ISBN 3-486-49684-0.
- Bedingungen menschlichen Handelns in der Antike. Gesammelte Beiträge zur Historischen Anthropologie. Herausgegeben von Winfried Schmitz. Steiner, Stuttgart 2009, ISBN 978-3-515-09311-8.
- Der Weg zur Ewigkeit führt über Rom. Die Frühgeschichte des Papsttums und die Darstellung der neutestamentlichen Heilsgeschichte im Triumphbogenmosaik von Santa Maria Maggiore in Rom. Steiner, Stuttgart 2010, ISBN 978-3-515-09386-6.